# Тамбовский (Духовницкий район)
Тамбовский —поселок в Духовницком районе Саратовской области в составе Новозахаркинское муниципальное образование.

## География
Расположен примерно в 22 км по прямой в юго-восточном направлении от районного центра посёлка Духовницкое. 

## Население
Постоянное население составляло 140 человек в 2002 году (русские 56%) ,  30 в 2010 году.